# ヘンリー・パーシー (第9代ノーサンバランド伯)

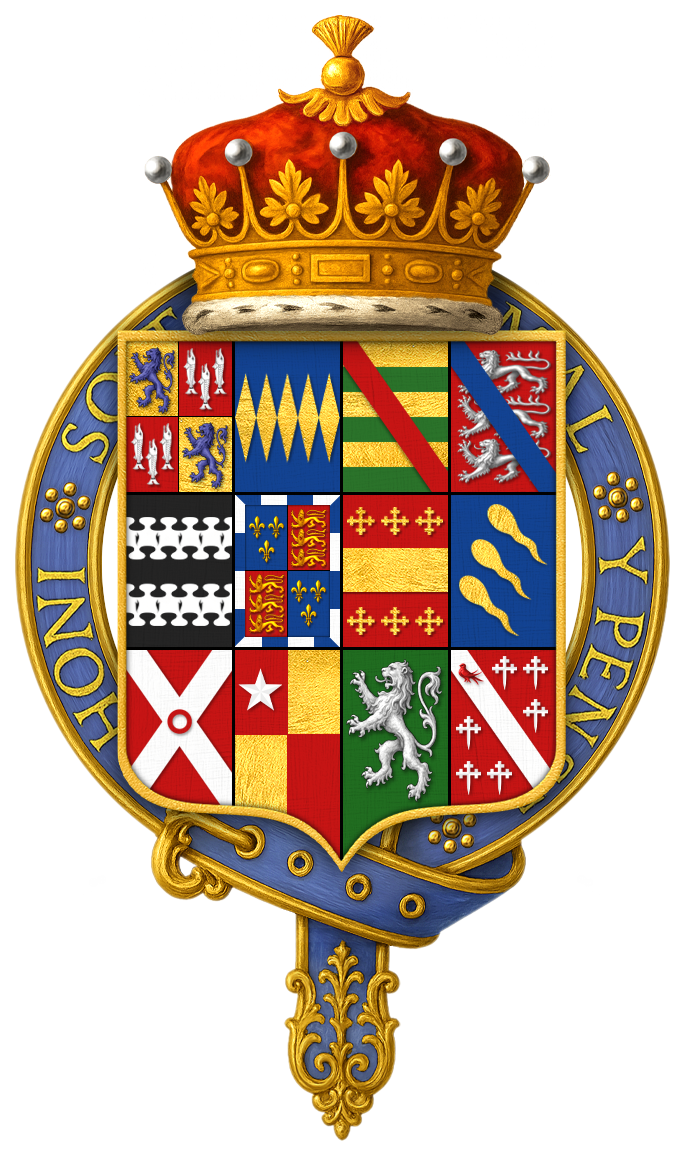
第9代ノーサンバランド伯爵ヘンリー・パーシーのクオータリングの紋章

第9代ノーサンバランド伯爵ヘンリー・パーシー（Henry Percy, 9th Earl of Northumberland, KG、1564年4月27日 - 1632年11月5日）は、イングランドの貴族。エリザベス女王時代においては宮廷内でも裕福な貴族の一人として知られていた。イングランド国王ジェームズ1世の治世下においては火薬陰謀事件（1605年）に関与した疑いでロンドン塔の長期囚人となった。虜囚の身かつ軽度の難聴と軽度の言語障害があったにもかかわらず、同時代の重要な知的・文化的人物として活躍し、科学や錬金術の実験、地図製作への情熱、膨大な蔵書などから、「魔法使い伯（The Wizard Earl）」とあだ名された。彼自身の功績だけではなく、彼が主催したサークルの業績でも知られている。

## ノーサンバランド伯爵家と前半生
ノーサンバランド伯爵家（パーシー家）は、家祖ウィリアム・ド・パーシー以来の有力領主であり、イングランド北部のノーサンバーランドを中心に広大な領地を所有していた。リチャード2世の時代に伯爵に叙爵されるが、歴代当主たちは反乱に加担するなど、私権剥奪と再授与を繰り返しながら家名が存続してきた。
ヘンリー・パーシーは、1564年に第7代ノーサンバランド伯爵トマス・パーシーの弟で、後に第8代となるヘンリー・パーシーの息子として、イングランドのノーサンバーランドのタインマウス城で生まれた。当代当主の伯父トマスは、1569年の北部諸侯の乱に関与して私権剥奪及び処刑され、1572年に父ヘンリーが王室の赦しを得て第8代として家督を継ぎ、伯爵家を再興させた。しかし、その父もまたスコットランド女王メアリーに関する反逆罪の疑いでロンドン塔で尋問を受け、1585年にそのまま塔内で自殺と見られる死を遂げた。そして息子ヘンリーが同年に第9代として家督を継いだ。母キャサリン・ネヴィルは第4代ラティマー男爵ジョン・ネヴィルとルーシー・サマセットの娘で共同相続人であった。彼女はビンフィールドのフランシス・フィトンと再婚した。
彼は父と同様にプロテスタント（イングランド国教会）として育てられ、エグレモントの牧師から教えを受けた。しかし、後年、特にチャールズ・パジェットと交友関係があった時期には、隠れカトリック疑惑もあったという。
1586年頃、最初に画家のニコラス・ヒリアードを雇い、肖像画に60シリングを支払った:64–65。1598年には、ジョン・スピルマンから「レインボー」と呼ばれる宝石を21ポンドで購入した。
また、伯爵の説明では「ブラッカモア（Blackamore）」と呼ばれていたアフリカ人の使用人も雇っていたという。この使用人は1586年にミスター・クロースの使用人が伯爵のもとに連れてきたもので、彼を20シリングで雇い入れ、6ポンド12シリング6ペンスの新しい服を着せたという:74。1588年には18ペンスの新しい靴を渡したと伝わる。
1594年にエリザベス女王の仲介により、初代エセックス伯ウォルター・デヴァルーの長女で、第2代エセックス伯ロバート・デヴァルーの姉ドロシー・デヴァルーと結婚する。1602年に嫡男となるアルジャーノンを儲けるが夫婦仲は悪く、後に事実上別れた（正式な離婚は認められなかった）。
ノーサンバランド伯爵家の代々の領地はイングランド北部であったが、第9代のパーシーは南部のサセックスのペットワース・ハウスや、ミドルセックスのサイオン・ハウスにも領地があった。これらはドロシーとの結婚に際して得たものであった。

### カトリックの共鳴者

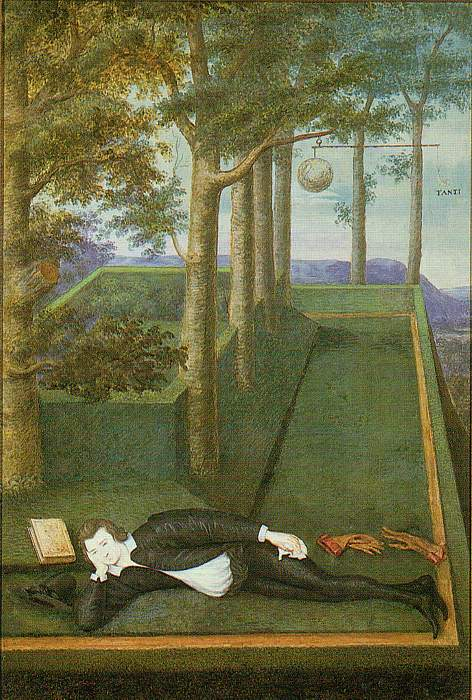
ニコラス・ヒリアードによる伯爵を描いたポートレート・ミニチュアの拡大図。1590-1595年作。

パーシーの一族の大半はまだカトリックであったが、ノーサンバランド伯は少なくとも名目上はプロテスタントであった。後継者を指名しなかったエリザベス女王の晩年において、その後継者としてスコットランド王ジェームズ6世が選ばれる可能性が高くなると、伯爵は秘密裏に彼と連絡を取り合おうとした。この密使にはカトリックに改宗したばかりの親戚で部下のトマス・パーシーが選ばれ、1602年に3回にわたって彼が派遣された。トマスは第4代ノーサンバランド伯の曾孫にあたり、伯爵は彼を重用して北部領地の代官やサイオン・ハウスの地代徴収人に任命するなどしたが、34件の不正行為の嫌疑が掛けられるなど評判は悪かった。ジェームズはプロテスタントであったが、それを踏まえて伯爵は書簡に、もしカトリック教徒への寛容政策をとるのであれば、イングランドのカトリック教徒たちはジェームズを新たなイングランド王として迎え入れるだろうと書いた。また、「隅の方で行うミサも我慢できずに良い王国を失うことになるのは残念だ」とも書いている。こうして伯爵は、トマスを通してジェームズから王位継承後の宗教的寛容さに関して曖昧な言い回しで保証を受けた。
1603年にエリザベス女王が亡くなるとジェームズが即位することが決まった。その際に国王秘書長官でジェームズ即位の立役者となったロバート・セシルは、初代ノーサンプトン伯ヘンリー・ハワードを通じて、ノーサンバランド伯以下、第11代コバム男爵ヘンリー・ブルックやウォルター・ローリーの3人は信用ならないと讒言した。
この「悪魔的な三人組（diabolical triplicity）」という話は、パーシーとローリーが率いる知識人サークルが関心を持っていたとされるオカルト的要素の風説に基づいており、また1580年代に伯爵が、もう一人の有力な王位継承候補であったアラベラ・スチュアートと結婚するという噂があったことで、彼らに反逆の意図があると示唆させるものであった。
結果としてこれが遠因となり、コバム男爵はメイン陰謀事件を引き起こし、関与したローリーもロンドン塔に収監されることとなった。一方で陰謀に無関係であったノーサンバランド伯は枢密院議員に任命された。

## 火薬陰謀事件による失脚
1605年11月にロバート・ケイツビーを首謀者とする過激派カトリック教徒たちが、議会開会式を大量の火薬でもって爆破し、国王以下政府要人を皆殺しにしてカトリックの傀儡君主を立てる政府転覆計画（火薬陰謀事件）が露見した。その中核メンバーである5人の中にトマス・パーシーがいた。陰謀の発覚後、パーシーは逃亡したが、11月8日にウォリックシャーのホルベッチ・ハウスでの戦闘にてパーシーは射殺され、他の主だったメンバーも死亡するか逮捕された。
この陰謀にノーサンバランド伯がどの程度関わっていたのか、あるいは関わっていなかったのかは不明である。計画成功後には傀儡君主として立てたエリザベス・ステュアートの摂政になるという嫌疑もあった。伯爵は少なくとも犯罪隠匿の罪（陰謀を事前に知っていたにもかかわらず当局への通報を怠った）の疑いがあった。ただ星室庁にはその罪で伯爵を有罪とするに十分な証拠はなく、さらに狙われていた議会開会式に出席する予定であったという伯爵の抗弁を崩すこともできなかった。一方で、国王の近衛隊ジェントルマン・アット・アームス（Honourable Corps of Gentlemen at Arms）について、王に無断でトマス・パーシーを任命したことや、その際に彼の至上権承認の宣誓の確認を怠ったことを問題視され、有罪となったが、これは当初の罪状よりは遥かに小さなものであった。国王の意向によって伯爵はすべての公職から追放の上でロンドン塔に収監されることになり、約16年間そこに留まることとなった。また、3万ポンド（2019年の価値に換算して660万ポンド）の罰金を科せられたが、これは1613年に1万1000ポンドの支払いで国王に許された。

## ロンドン塔での暮らしと晩年
未だ裕福であったノーサンバランド伯は、ロンドン塔の中で快適な生活を送った。マーティン・タワーにかなり広いアパートメントを所有し、さらにそこを改築した。また20人の使用人を抱え、その内の何人かはタワー・ヒルに下宿していた。書籍に年間50ポンドを費やし、蔵書をかなり増やした。また屋根付きのボウリング場やテニス、フェンシングの施設を利用することもできた。
さらにトーマス・ハリオットやウォルター・ワーナー、ロバート・ヒュースといった「ノーサンバランド伯のマギ（賢者）」と呼ばれた学者たちとも定期的な交流をもっていた。メイン陰謀事件により、伯爵に先立って塔に収監されていたウォルター・ローリーとも交流を持ち、互いに先進的な科学アイデアを語り合い、タバコをふかして過ごした。
1616年に初代サマセット伯ロバート・カーと彼の妻フランセス・カーが塔に収監され、以降、伯爵夫妻と社会的交流を深めることとなった。フランセスは、ノーサンバランド伯の次女ルーシーと初代カーライル伯ジェームズ・ヘイとの結婚を促した。この結婚話に対し、伯爵は「娘がスコットランドのジグに合わせて踊る」のを見たくないと言って反対した。そしてルーシーを塔内に住まわせたが、これをフランセスが出し抜き、2人は結ばれた。結婚を猛反対されたにもかかわらず、カーライル伯は義父の尊敬を得ようと決意し、伯爵の釈放を求めて戦い、これは1621年7月に実現されることとなった。
釈放されたノーサンバランド伯は聴覚障害と視力低下に悩まされており、健康を取り戻すためにバース・イン（後のアランデル・ハウス）に滞在した。回復後、ペットワース・ハウスに隠居し、1632年11月5日に亡くなるまで過ごした。
妻は1619年に亡くなった。

## 知的関心事と交友

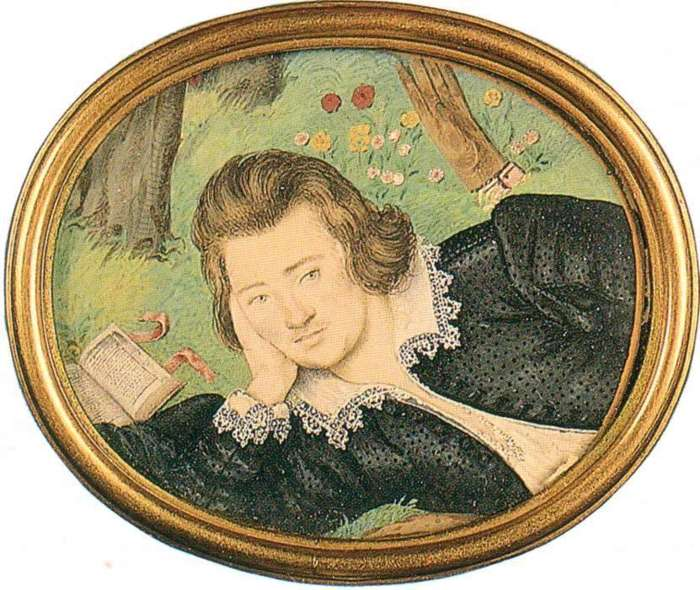
ジョージ・ピールは1593年6月26日にノーサンバランド伯がガーター勲章を受章した際に、その記念に詩『The Honour of the Garter』を捧げた。

ノーサンバランド伯は科学実験に興味を持ち、また当時のイングランドにおいて最大級の図書館を所有していたため、「魔法使い伯（The Wizard Earl）」の異名をとった。また、研究者のパトロンでもあり、伯爵の支援を受けたものとして、トーマス・ハリオット、ニコラス・ヒル、ロバート・ヒュース、ナサニエル・トーポリー、ウォルター・ワーナーらがいた。モートレイクのサイオン・ハウス近くに住んでいた占星術師のジョン・ディーも伯爵の友人であり、彼らのサークルと交友していた。
この中でハリオットはローリーや彼の船長たちに航海術を教えた人物であり、ガリレオよりも数か月早く、望遠鏡を使った観測により月の地図を作成した。また、太陽黒点を始めて観測した人物の可能性もある。1598年から（あるいは1607年から）サイオン・ハウスに住んでいた。
ノーサンバランド伯は文人たちとも交友があった。パーシーがガーター勲章を受章した際、1593年6月26日にジョージ・ピールは伯爵に詩『The Honour of the Garter』を書き捧げた。これに対し、ピールは3ポンドを受け取った。
クリストファー・マーロウもまた彼の知人であったと明かし、確かに同じグループで活動していた。
ジョン・ダンとも友人であり、1601年にドンが駆け落ちして密かに結婚した時には、その義父となったジョージ・モア卿に、本人に代わって自ら手紙を届けた。
ウィリアム・シェイクスピアの 『恋の骨折り損』（1594年）には、「夜の学校（School of Night）」についての言及がある。これはシオンハウスで出会った科学研究者たちのサークルを指しているという説があるが、「学校（スクール、school）」ではなく、「肩掛け（ショール、shawl）」の誤植ではないかという異論もある。
伯爵はしばしば無神論者と見なされていたために、「学校」は「無神論の学校（School of Atheism）」と呼ばれることもあった。ローリーがリーダーで、トマス・ハリオットとマーロウがメンバーだと思われていた。
フランセス・イエイツは、この仮説に基づいたグループについて、『Shadow of Night』を書いたジョージ・チャップマンも参加していただろうとし、そのようなローリーのサークルの一部について、彼女は自身の研究において「幸福な者達（Saturnians）」だったという趣旨でコメントしている。

## 子女
- シドニー・パーシー（英語版）（1598年-1659年8月20日） - 第2代レスター伯ロバート・シドニー（英語版）と結婚し、6人の子を儲ける。
- ルーシー・パーシー（英語版）（1599/1600年 - 1660年11月5日） - 初代カーライル伯ジェームズ・ヘイ（英語版）の後妻として結婚。
- アルジャーノン・パーシー (第10代ノーサンバランド伯)（1602年9月29日-1668年10月13日） - 嫡男。清教徒革命における議会派の主要人物。最初の妻アン・セシルとの間に、エセックス伯爵夫人エリザベス・パーシー（英語版）を含む5人の娘を儲ける。のち2番目の妻エリザベス・ハワードとの間に嫡男ジョスリン・パーシー (第11代ノーサンバランド伯)を儲ける。
- ヘンリー・パーシー (アルンウィック男爵)（英語版）（1604年-1659年4月）。未婚のまま死去。